# Howick Hall
Howick Hall – zespół zamkowo-ogrodowy zlokalizowany w hrabstwie Northumberland w północnej Anglii, w Howick, koło Longhoughton, na północ od Newcastle. 

## Historia
Obiekt wzniesiono w 1782 według projektu architekta z Newcastle, Williama Newtona. Wejście pierwotnie znajdowało się po stronie południowej, ale zamek uległ przebudowie za czasów Charlesa Greya (drugiego hrabiego Grey), który powierzył to zadanie George'owi Wyattowi w 1809. Budynek powiększono, a wejście przełożono na elewację północną. W 1926 pożar strawił wnętrze budynku głównego, wraz z całą zawartością dwóch najwyższych pięter. W 1928 odbudowano go według planów sir Herberta Bakera, który odmienił północną elewację, wprowadzając portyk nad sienią frontową. Rodzina Greyów wyprowadziła się ze swojej siedziby wkrótce po śmierci Charlesa, piątego hrabiego Grey. W 1973 zachodnie skrzydło przekształcono w dom rodu Howick, w którym rodzina mieszka do dziś. 

## Architektura
Parter jest otwarty dla publiczności, a w centrum dla zwiedzających znajduje się wystawa poświęcona rodzinie Greyów, jak również ustawie o reformie z 1832 (ang. Reform Act). Do zwiedzania udostępniona jest Sala Chińska i Stara Jadalnia. Sala Chińska przed II wojną światową była przeznaczona do spożywania śniadań, a po 1945 stanowiła jadalnię. Jej ściany zdobi malowana chińska tapeta. Stara Jadalnia to jedyne pomieszczenie przywrócone przez sir Herberta Bakera do stanu sprzed pożaru w 1926. Wiszą tutaj liczne portrety rodzinne.

## Kaplica

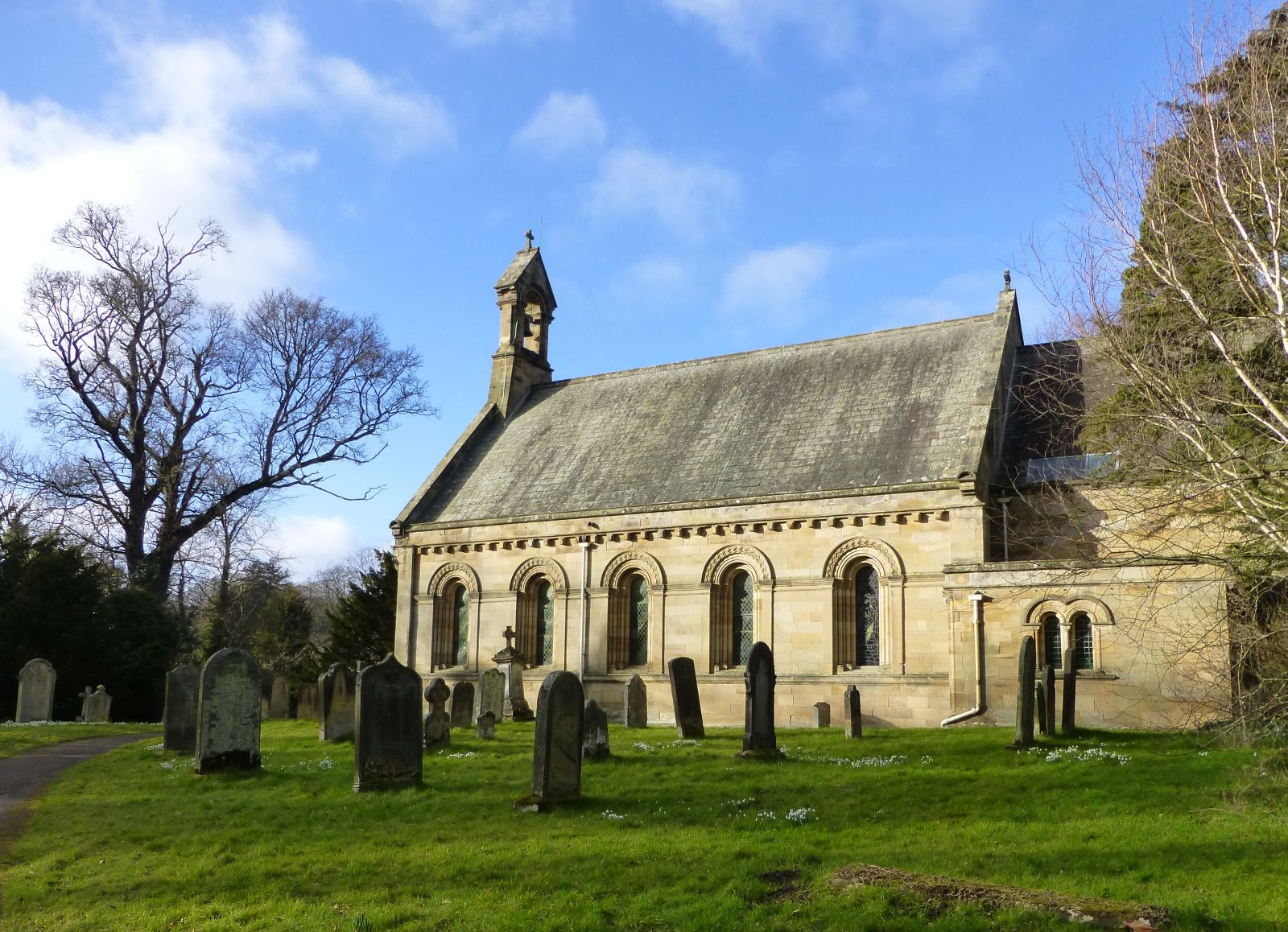
Kaplica

Kaplica to wiktoriański budynek położony na południowy wschód od zamku. Parafia była tu wzmiankowana w 1158. W połowie XVIII wieku po pożarze zastąpiono ją świątynią w porządku jońskim, która z kolei po kolejnym pożarze została przebudowana w 1849 na obecną. W kościele i na cmentarzu znajduje się wiele pomników członków rodziny Grey, z których najważniejszym jest grób premiera Wielkiej Brytanii, Charlesa Greya (wewnątrz, naprzeciw ambony). W XIX wieku dodano w środku neogotycki baldachim z marmuru, który na tyle nie spodobał się Charlesowi, piątemu hrabiowi Grey, że zniszczył go przy użyciu młotka i dłuta. Wszystkie małe kamienne gargulce na zewnętrznej stronie północnej ściany zostały wyrzeźbione przez Marię, trzecią hrabinę Grey, która była artystką amatorką. Malowidła za chrzcielnicą i ołtarzem zostały zamówione przez Mabel, piątą hrabinę Grey w latach pięćdziesiątych XX wieku.
Na cmentarzu kościelnym pochowano ofiary katastrofy francuskiego trawlera Tadorne, który rozbił się na wybrzeżu w pobliżu Howick. Zginęło wówczas pięciu francuskich marynarzy.

## Ogrody
Ogrody w Howick są przede wszystkim dziełem Charlesa, piątego hrabiego Grey, jego żony Mabel i ich córki, lady Mary Howick. Zostały urządzone w różnych etapach w latach 1920–2001, zgodnie z zasadami irlandzkiego ogrodnika Williama Robinsona. Z pierwotnego ogrodu pozostało tylko kilka starych drzew. Pozostałe elementy zostały zmienione. Istnieje tu m.in. arboretum i dziki ogród bagienny.

## Arboretum
Arboretum przy zamku zostało otwarte 29 kwietnia 2006 przez Roya Lancastera. Zajmuje ono około 65 akrów i zostało wyhodowane z nasion zebranych w naturze od 1985. Rośnie tam około 11.000 drzew i krzewów (około 1800 taksonów). Zgrupowane są w sześciu grupach geograficznych:
- Chiny i Himalaje,
- Wschodnia Azja,
- Indie i Pakistan,
- Ameryka Północna,
- Europa,
- półkula południowa[2].

## Galeria

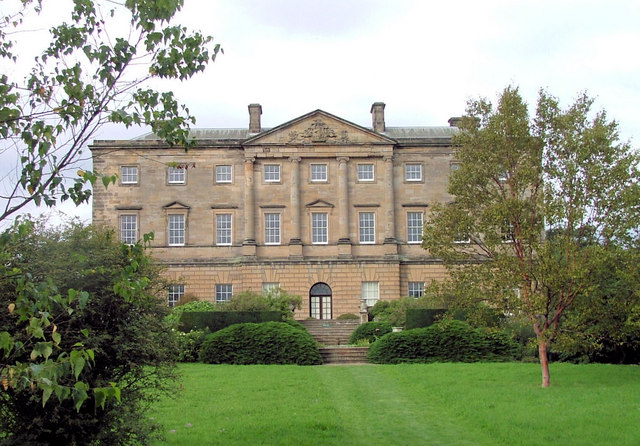
Elewacja ogrodowa
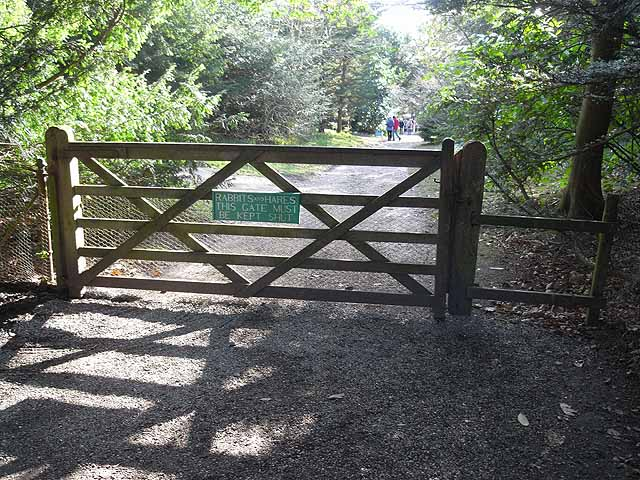
Brama ogrodów
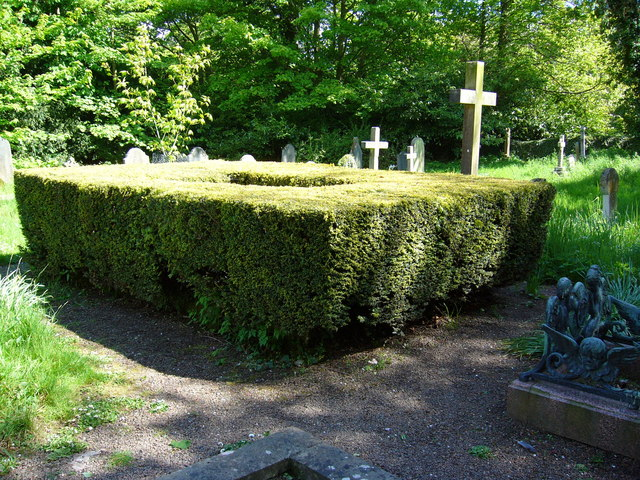
Groby Greyów